# Instalacija ljubezni
Instalacija ljubezni je slovenski romantično-dramski film iz leta 2007 v režiji Maje Weiss po scenariju Zorana Hočevarja in Maje Weiss. Ženska srednjih let Mojca nevede postane objekt videoinstalacije, ki jo snemata hčerka Nika in umetnik Milo. Film je na 10. festivalu slovenskega filma prejel nagrado za najboljšo žensko stransko vlogo (Desa Muck) in posebno omembo na tržaškem filmskem festivalu 2008.

## Igralci
- Maja Dežman kot manekenka
- Nina Ivanišin kot prodajalka
- Gasper Jarni kot delovodja
- Branko Jordan kot Egon Šenk
- Jose kot delovodja
- Aljaž Jovanovič kot Vaci
- Boris Kobal kot natakar
- Mihael Krištof kot Erwin
- Maja Martina Merljak kot Tejka
- Ivanka Mežan kot mamca
- Desa Muck kot režiserka
- Medea Novak kot tajnica
- Niko Novak kot dekorater
- Bernarda Oman kot Mojca
- Vanja Plut kot tajnica režije
- Andrej Rozman-Roza kot scenarist
- Kolja Saksida kot Milošev snemalec
- Žiga Saksida kot direktor fotografije
- Igor Samobor kot Milšs
- Maja Šugman kot Zofka
- Martin Turk kot vodja snemanja
- Janez Vajevec kot Pagon
- Polona Vetrih kot Zujka
- Vesna Vončina kot Nika
- Branko Završan kot Vasko